# Canton de Lumbres
Le canton de Lumbres est une circonscription électorale française située dans le département du Pas-de-Calais et la région Hauts-de-France.

## Géographie

Le canton de Lumbres dans l'arrondissement de Saint-Omer

Ce canton est organisé autour de Lumbres dans l'arrondissement de Saint-Omer. Son altitude varie de 22 m (Hallines) à 211 m (Alquines) pour une altitude moyenne de 99 m.

## Histoire
De 1833 à 1848, les cantons de Fauquembergues et de Lumbres avaient le même conseiller général. Le nombre de conseillers généraux était limité à 30 par département.
À la suite du redécoupage cantonal de 2014, les limites territoriales du canton sont remaniées. Le nombre de communes du canton passe de 33 à 60.

## Représentation

### Conseillers d'arrondissement (de 1833 à 1940)
| Période       | Période                  | Identité                                    | Étiquette   | Qualité |
| ------------- | ------------------------ | ------------------------------------------- | ----------- | --- |
| 1833          | 1839                     | M. Martel                                   |             | Propriétaire à Esquerdes                                                                                    |
| 1839          | 1845                     | François Baroux (1799-1875)                 |             | Avocat et juge de paix à Lumbres                                                                            |
| 1845          | 1848                     | Comte Maximilien de Hoston                  |             | Propriétaire du château, maire de Hallines                                                                  |
|               |                          |                                             |             | |
|               | 1881 (décès)             | Louis Alphonse Joseph de Corbie (1824-1881) |             | Propriétaire, maire de Wismes                                                                               |
|               |                          |                                             |             | |
| av.1887       |                          | Julien François Lemoine                     |             | Maire d'Hallines, suppléant du juge de paix                                                                 |
|               |                          |                                             |             | |
| av.1892       | 1898                     | Jean-Baptiste Vandôme                       | Républicain | Vétérinaire, maire de Vaudringhem                                                                           |
| 1898          | 1904                     | Henri Broncquart                            | Républicain | Médecin, maire de Lumbres                                                                                   |
| 1904          | 1919                     | Louis Vandôme                               | Républicain | Cultivateur, maire de Vaudringhem                                                                           |
| 1919          | 1922                     | Hippolyte Mahieu                            | Républicain | Brasseur, Président du comice agricole de Lumbres                                                           |
| 1922          | 1925                     | Cyprien Cadet                               | Rad.        | Maire de Wismes                                                                                             |
| 23 août 1925  | 1931 (décès)             | Louis Rogez (1856-1931)                     | Rad.        | Brasseur, maire de Dohem (1929-1935), professeur à Saint-Omer                                               |
| 12 avril 1931 | 18 octobre 1931          | André Martel                                | RG          | |
| 1931          | 6 avril 1937 (démission) | Pierre Dambricourt                          | Républicain | Ancien meunier, moulin de Confosse à Esquerdes                                                              |
| 7 juin 1937   | 1940                     | Henri Leriche (1875-1949)                   | SFIO        | Expert en bétail, maire de Lumbres (1935-1941) Révoqué par le Gouvernement de Vichy                         |
| 1940          |                          |                                             |             | Les conseils d'arrondissement ont été suspendus par la loi du 12 octobre 1940 et n'ont jamais été réactivés |

### Conseillers généraux de 1833 à 2015
| Période | Période           | Identité                                      | Étiquette              | Qualité |
| ------- | ----------------- | --------------------------------------------- | ---------------------- | --- |
| 1833    | 1871              | François Quenson de la Hennerie               | Majorité ministérielle | Conseiller à la Cour du Roi de Douai puis Président du Tribunal civil de Saint-Omer Député (1846-1848)                                                   |
| 1871    | 1890              | Cyrille Auguste Quenson Maniez de la Hennerie | Droite                 | Avocat - Juge d'instruction Propriétaire et Maire de Nielles-lès-Bléquin                                                                                 |
| 1890    | 1921 (décès)      | Julien François Lemoine                       | Républicain            | Propriétaire, maire d'Hallines, député (1914-1921) |
| 1921    | 1925              | Félix Martel                                  | RG                     | Maire d'Esquerdes |
| 1925    | 1935 (décès)      | Cyprien Cadet                                 | Rad.                   | Maire de Wismes |
| 1935    | 1937              | Charles Lemaire                               | Ind. puis Rad.         | Maire de Leulinghem |
| 1937    | 1940              | Bernard Chochoy                               | SFIO                   | Instituteur |
|         |                   |                                               |                        | |
| 1943    | 1945              | Auguste Avot                                  | ?                      | Industriel (papeterie) Maire de Lumbres Nommé conseiller départemental en 1943                                                                           |
|         |                   |                                               |                        | |
| 1945    | 1979 (démission)  | Bernard Chochoy                               | SFIO puis PS           | Maire de Lumbres (1947-1981) Sénateur (1946-1967 et 1974-1981) Secrétaire d'Etat (1956-1957) Député (1967-1968) Président du Conseil Général (1966-1978) |
| 1979    | 1983 (annulation) | Jean-Claude Quenon                            | PS                     | Directeur d'école Maire de Lumbres de 1981 à 1989, Député suppléant de Dominique Dupilet (1978-1986)                                                     |
| 1983    | 1988              | Etienne Edric                                 | RPR                    | Secrétaire parlementaire Maire de Bouvelinghem Suppléant du député Philippe Vasseur (1988-1993)                                                          |
| 1988    | 2015              | Jean-Claude Leroy                             | PS                     | Attaché parlementaire Maire de Lumbres de 1989 à 2001 Vice-Président du Conseil Général de 1994 à 2001 Député (2000-2011) Sénateur (2011-2017)           |

### Représentation à partir de 2015
| Période élective | Période élective | Mandat | Mandat   | Identité          | Nuance | Nuance | Qualité |
| ---------------- | ---------------- | ------ | -------- | ----------------- | ------ | ------ | --- |
| 2015             | 2021             | 2015   | 2021     | Blandine Drain    |        | PS     | Enseignante, Enquin-sur-Baillons Huitième Vice-présidente du Conseil départemental : collèges, politiques éducatives, enseignement supérieur |
| 2015             | 2021             | 2015   | 2021     | Jean-Claude Leroy |        | PS     | Ancien Sénateur (2011-2017) Président du Conseil départemental                                                                               |
| 2021             | 2028             | 2021   | en cours | Blandine Drain    |        | PS     | Conseillère sortante, 5ème Vice-Présidente du conseil départemental                                                                          |
| 2021             | 2028             | 2021   | en cours | Jean-Claude Leroy |        | PS     | Conseiller sortant, Président du conseil départemental                                                                                       |

### Résultats détaillés

#### Élections de mars 2015
À l'issue du 1er tour des élections départementales de 2015, trois binômes sont en ballotage : Blandine Drain et Jean-Claude Leroy (PS, 45,23 %), Véronique Boitrelle et Richard Guerit (FN, 30,86 %) et Annie Defosse et Guy Hilmoine (Union de la Droite, 23,9 %). Le taux de participation est de 63,52 % (15 003 votants sur 23 620 inscrits) contre 51,81 % au niveau départemental et 50,17 % au niveau national.
Au second tour, Blandine Drain et Jean-Claude Leroy (PS) sont élus avec 60,44 % des suffrages exprimés et un taux de participation de 62,22 % (7 936 voix pour 14 696 votants et 23 618 inscrits).

#### Élections de juin 2021
Le premier tour des élections départementales de 2021 est marqué par un très faible taux de participation (33,26 % au niveau national). Dans le canton de Lumbres, ce taux de participation est de 40,99 % (9 936 votants sur 24 240 inscrits) contre 35,19 % au niveau départemental. À l'issue de ce premier tour,  le binôme constitué de Blandine Drain et Jean-Claude Leroy (PS, 68,39 %), est élu avec 68,39 % des suffrages exprimés.

## Composition

### Composition avant 2015
Le canton de Lumbres regroupe 33 communes.
| Nom                     | Code Insee | Codepostal | Superficie (km2) | Population (dernière pop. légale) | Densité (hab./km2) |
| ----------------------- | ---------- | ---------- | ---------------- | --------------------------------- | ------------------ |
| Lumbres (chef-lieu)     | 62534      | 62380      | 9,90             | 3 802 (2012)                      | 384                |
| Acquin-Westbécourt      | 62008      | 62380      | 14,29            | 713 (2012)                        | 50                 |
| Affringues              | 62010      | 62380      | 2,81             | 209 (2012)                        | 74                 |
| Alquines                | 62024      | 62850      | 10,51            | 908 (2012)                        | 86                 |
| Bayenghem-lès-Seninghem | 62088      | 62380      | 3,33             | 329 (2012)                        | 99                 |
| Bléquin                 | 62140      | 62380      | 8,69             | 480 (2012)                        | 55                 |
| Boisdinghem             | 62149      | 62500      | 3,13             | 242 (2012)                        | 77                 |
| Bouvelinghem            | 62169      | 62380      | 6,28             | 242 (2012)                        | 39                 |
| Cléty                   | 62229      | 62380      | 6,13             | 697 (2012)                        | 114                |
| Coulomby                | 62245      | 62380      | 10,26            | 700 (2012)                        | 68                 |
| Delettes                | 62265      | 62129      | 14,69            | 1 156 (2012)                      | 79                 |
| Dohem                   | 62271      | 62380      | 9,16             | 813 (2012)                        | 89                 |
| Elnes                   | 62292      | 62380      | 6,33             | 943 (2012)                        | 149                |
| Escœuilles              | 62308      | 62850      | 5,91             | 464 (2012)                        | 79                 |
| Esquerdes               | 62309      | 62380      | 9,40             | 1 549 (2012)                      | 165                |
| Hallines                | 62403      | 62570      | 5,72             | 1 251 (2012)                      | 219                |
| Haut-Loquin             | 62419      | 62850      | 5,47             | 171 (2012)                        | 31                 |
| Ledinghem               | 62495      | 62380      | 8,68             | 327 (2012)                        | 38                 |
| Leulinghem              | 62504      | 62500      | 4,72             | 233 (2012)                        | 49                 |
| Nielles-lès-Bléquin     | 62613      | 62380      | 12,72            | 862 (2012)                        | 68                 |
| Ouve-Wirquin            | 62644      | 62380      | 5,25             | 524 (2012)                        | 100                |
| Pihem                   | 62656      | 62570      | 7,13             | 996 (2012)                        | 140                |
| Quelmes                 | 62674      | 62500      | 9,86             | 562 (2012)                        | 57                 |
| Quercamps               | 62675      | 62380      | 1,98             | 260 (2012)                        | 131                |
| Remilly-Wirquin         | 62702      | 62380      | 5,23             | 334 (2012)                        | 64                 |
| Seninghem               | 62788      | 62380      | 15,15            | 674 (2012)                        | 44                 |
| Setques                 | 62794      | 62380      | 3,89             | 634 (2012)                        | 163                |
| Surques                 | 62803      | 62850      | 6,85             | 577 (2012)                        | 84                 |
| Vaudringhem             | 62837      | 62380      | 7,61             | 503 (2012)                        | 66                 |
| Wavrans-sur-l'Aa        | 62882      | 62380      | 11,48            | 1 314 (2012)                      | 114                |
| Wismes                  | 62897      | 62380      | 11,93            | 504 (2012)                        | 42                 |
| Wisques                 | 62898      | 62219      | 3,74             | 237 (2012)                        | 63                 |
| Zudausques              | 62905      | 62500      | 7,24             | 845 (2012)                        | 117                |

### Composition depuis 2015
Le nouveau canton de Lumbres comprend 60 communes entières.
| Nom                             | Code Insee | Intercommunalité                 | Superficie (km2) | Population (dernière pop. légale) | Densité (hab./km2) | Modifier                                    |
| ------------------------------- | ---------- | -------------------------------- | ---------------- | --------------------------------- | ------------------ | ------------------------------------------- |
| Lumbres (bureau centralisateur) | 62534      | CC du Pays de Lumbres            | 9,90             | 3 577 (2022)                      | 361                | modifier les données · modifier les données |
| Acquin-Westbécourt              | 62008      | CC du Pays de Lumbres            | 14,29            | 799 (2022)                        | 56                 | modifier les données · modifier les données |
| Affringues                      | 62010      | CC du Pays de Lumbres            | 2,81             | 255 (2022)                        | 91                 | modifier les données · modifier les données |
| Aix-en-Ergny                    | 62017      | CC du Haut Pays du Montreuillois | 4,83             | 201 (2022)                        | 42                 | modifier les données · modifier les données |
| Alette                          | 62021      | CC du Haut Pays du Montreuillois | 13,87            | 372 (2022)                        | 27                 | modifier les données · modifier les données |
| Alquines                        | 62024      | CC du Pays de Lumbres            | 10,51            | 985 (2022)                        | 94                 | modifier les données · modifier les données |
| Audrehem                        | 62055      | CC du Pays de Lumbres            | 9,19             | 522 (2022)                        | 57                 | modifier les données · modifier les données |
| Avesnes                         | 62062      | CC du Haut Pays du Montreuillois | 3,00             | 49 (2022)                         | 16                 | modifier les données · modifier les données |
| Bayenghem-lès-Seninghem         | 62088      | CC du Pays de Lumbres            | 3,33             | 345 (2022)                        | 104                | modifier les données · modifier les données |
| Bécourt                         | 62102      | CC du Haut Pays du Montreuillois | 6,03             | 281 (2022)                        | 47                 | modifier les données · modifier les données |
| Beussent                        | 62123      | CC du Haut Pays du Montreuillois | 15,93            | 551 (2022)                        | 35                 | modifier les données · modifier les données |
| Bezinghem                       | 62127      | CC du Haut Pays du Montreuillois | 13,15            | 374 (2022)                        | 28                 | modifier les données · modifier les données |
| Bimont                          | 62134      | CC du Haut Pays du Montreuillois | 6,81             | 103 (2022)                        | 15                 | modifier les données · modifier les données |
| Bléquin                         | 62140      | CC du Pays de Lumbres            | 8,69             | 485 (2022)                        | 56                 | modifier les données · modifier les données |
| Boisdinghem                     | 62149      | CC du Pays de Lumbres            | 3,13             | 255 (2022)                        | 81                 | modifier les données · modifier les données |
| Bonningues-lès-Ardres           | 62155      | CC du Pays de Lumbres            | 10,60            | 620 (2022)                        | 58                 | modifier les données · modifier les données |
| Bourthes                        | 62168      | CC du Haut Pays du Montreuillois | 22,33            | 851 (2022)                        | 38                 | modifier les données · modifier les données |
| Bouvelinghem                    | 62169      | CC du Pays de Lumbres            | 6,28             | 255 (2022)                        | 41                 | modifier les données · modifier les données |
| Campagne-lès-Boulonnais         | 62202      | CC du Haut Pays du Montreuillois | 13,28            | 675 (2022)                        | 51                 | modifier les données · modifier les données |
| Clenleu                         | 62227      | CC du Haut Pays du Montreuillois | 7,26             | 185 (2022)                        | 25                 | modifier les données · modifier les données |
| Clerques                        | 62228      | CC du Pays de Lumbres            | 6,39             | 314 (2022)                        | 49                 | modifier les données · modifier les données |
| Cléty                           | 62229      | CC du Pays de Lumbres            | 6,13             | 809 (2022)                        | 132                | modifier les données · modifier les données |
| Coulomby                        | 62245      | CC du Pays de Lumbres            | 10,26            | 771 (2022)                        | 75                 | modifier les données · modifier les données |
| Dohem                           | 62271      | CC du Pays de Lumbres            | 9,16             | 830 (2022)                        | 91                 | modifier les données · modifier les données |
| Elnes                           | 62292      | CC du Pays de Lumbres            | 6,33             | 847 (2022)                        | 134                | modifier les données · modifier les données |
| Enquin-sur-Baillons             | 62296      | CC du Haut Pays du Montreuillois | 4,98             | 243 (2022)                        | 49                 | modifier les données · modifier les données |
| Ergny                           | 62302      | CC du Haut Pays du Montreuillois | 9,29             | 232 (2022)                        | 25                 | modifier les données · modifier les données |
| Escœuilles                      | 62308      | CC du Pays de Lumbres            | 5,91             | 475 (2022)                        | 80                 | modifier les données · modifier les données |
| Esquerdes                       | 62309      | CC du Pays de Lumbres            | 9,40             | 1 607 (2022)                      | 171                | modifier les données · modifier les données |
| Haut-Loquin                     | 62419      | CC du Pays de Lumbres            | 5,47             | 185 (2022)                        | 34                 | modifier les données · modifier les données |
| Herly                           | 62437      | CC du Haut Pays du Montreuillois | 16,30            | 319 (2022)                        | 20                 | modifier les données · modifier les données |
| Hucqueliers                     | 62463      | CC du Haut Pays du Montreuillois | 7,62             | 490 (2022)                        | 64                 | modifier les données · modifier les données |
| Humbert                         | 62466      | CC du Haut Pays du Montreuillois | 7,85             | 251 (2022)                        | 32                 | modifier les données · modifier les données |
| Journy                          | 62478      | CC du Pays de Lumbres            | 3,35             | 306 (2022)                        | 91                 | modifier les données · modifier les données |
| Ledinghem                       | 62495      | CC du Pays de Lumbres            | 8,68             | 317 (2022)                        | 37                 | modifier les données · modifier les données |
| Leulinghem                      | 62504      | CC du Pays de Lumbres            | 4,72             | 263 (2022)                        | 56                 | modifier les données · modifier les données |
| Maninghem                       | 62545      | CC du Haut Pays du Montreuillois | 3,93             | 150 (2022)                        | 38                 | modifier les données · modifier les données |
| Nielles-lès-Bléquin             | 62613      | CC du Pays de Lumbres            | 12,72            | 913 (2022)                        | 72                 | modifier les données · modifier les données |
| Ouve-Wirquin                    | 62644      | CC du Pays de Lumbres            | 5,25             | 496 (2022)                        | 94                 | modifier les données · modifier les données |
| Parenty                         | 62648      | CC du Haut Pays du Montreuillois | 12,92            | 551 (2022)                        | 43                 | modifier les données · modifier les données |
| Pihem                           | 62656      | CC du Pays de Lumbres            | 7,13             | 928 (2022)                        | 130                | modifier les données · modifier les données |
| Preures                         | 62670      | CC du Haut Pays du Montreuillois | 15,87            | 624 (2022)                        | 39                 | modifier les données · modifier les données |
| Quelmes                         | 62674      | CC du Pays de Lumbres            | 9,86             | 536 (2022)                        | 54                 | modifier les données · modifier les données |
| Quercamps                       | 62675      | CC du Pays de Lumbres            | 1,98             | 286 (2022)                        | 144                | modifier les données · modifier les données |
| Quilen                          | 62682      | CC du Haut Pays du Montreuillois | 4,06             | 65 (2022)                         | 16                 | modifier les données · modifier les données |
| Rebergues                       | 62692      | CC du Pays de Lumbres            | 4,74             | 397 (2022)                        | 84                 | modifier les données · modifier les données |
| Remilly-Wirquin                 | 62702      | CC du Pays de Lumbres            | 5,23             | 360 (2022)                        | 69                 | modifier les données · modifier les données |
| Rumilly                         | 62729      | CC du Haut Pays du Montreuillois | 7,04             | 239 (2022)                        | 34                 | modifier les données · modifier les données |
| Saint-Michel-sous-Bois          | 62762      | CC du Haut Pays du Montreuillois | 5,66             | 129 (2022)                        | 23                 | modifier les données · modifier les données |
| Seninghem                       | 62788      | CC du Pays de Lumbres            | 15,15            | 686 (2022)                        | 45                 | modifier les données · modifier les données |
| Setques                         | 62794      | CC du Pays de Lumbres            | 3,89             | 594 (2022)                        | 153                | modifier les données · modifier les données |
| Surques                         | 62803      | CC du Pays de Lumbres            | 6,85             | 631 (2022)                        | 92                 | modifier les données · modifier les données |
| Vaudringhem                     | 62837      | CC du Pays de Lumbres            | 7,61             | 488 (2022)                        | 64                 | modifier les données · modifier les données |
| Verchocq                        | 62844      | CC du Haut Pays du Montreuillois | 15,56            | 643 (2022)                        | 41                 | modifier les données · modifier les données |
| Wavrans-sur-l'Aa                | 62882      | CC du Pays de Lumbres            | 11,48            | 1 211 (2022)                      | 105                | modifier les données · modifier les données |
| Wicquinghem                     | 62886      | CC du Haut Pays du Montreuillois | 6,80             | 268 (2022)                        | 39                 | modifier les données · modifier les données |
| Wismes                          | 62897      | CC du Pays de Lumbres            | 11,93            | 503 (2022)                        | 42                 | modifier les données · modifier les données |
| Wisques                         | 62898      | CC du Pays de Lumbres            | 3,74             | 223 (2022)                        | 60                 | modifier les données · modifier les données |
| Zoteux                          | 62903      | CC du Haut Pays du Montreuillois | 7,34             | 588 (2022)                        | 80                 | modifier les données · modifier les données |
| Zudausques                      | 62905      | CC du Pays de Lumbres            | 7,24             | 1 061 (2022)                      | 147                | modifier les données · modifier les données |
| Canton de Lumbres               | 6233       |                                  | 501,04           | 32 569 (2022)                     | 65                 | modifier les données                        |

## Démographie

### Démographie avant 2015
| 1962   | 1968   | 1975   | 1982   | 1990   | 1999   | 2006   | 2011   | 2012   |
| ------ | ------ | ------ | ------ | ------ | ------ | ------ | ------ | ------ |
| 17 348 | 17 705 | 18 063 | 19 289 | 21 067 | 21 219 | 22 641 | 23 883 | 24 055 |

### Démographie depuis 2015
En 2022, le canton comptait 32 569 habitants, en évolution de −0,1 % par rapport à 2016 (Pas-de-Calais : −0,72 %, France hors Mayotte : +2,11 %).
| 2013   | 2018   | 2022   |
| ------ | ------ | ------ |
| 32 247 | 32 530 | 32 569 |